# Sydväxtberg

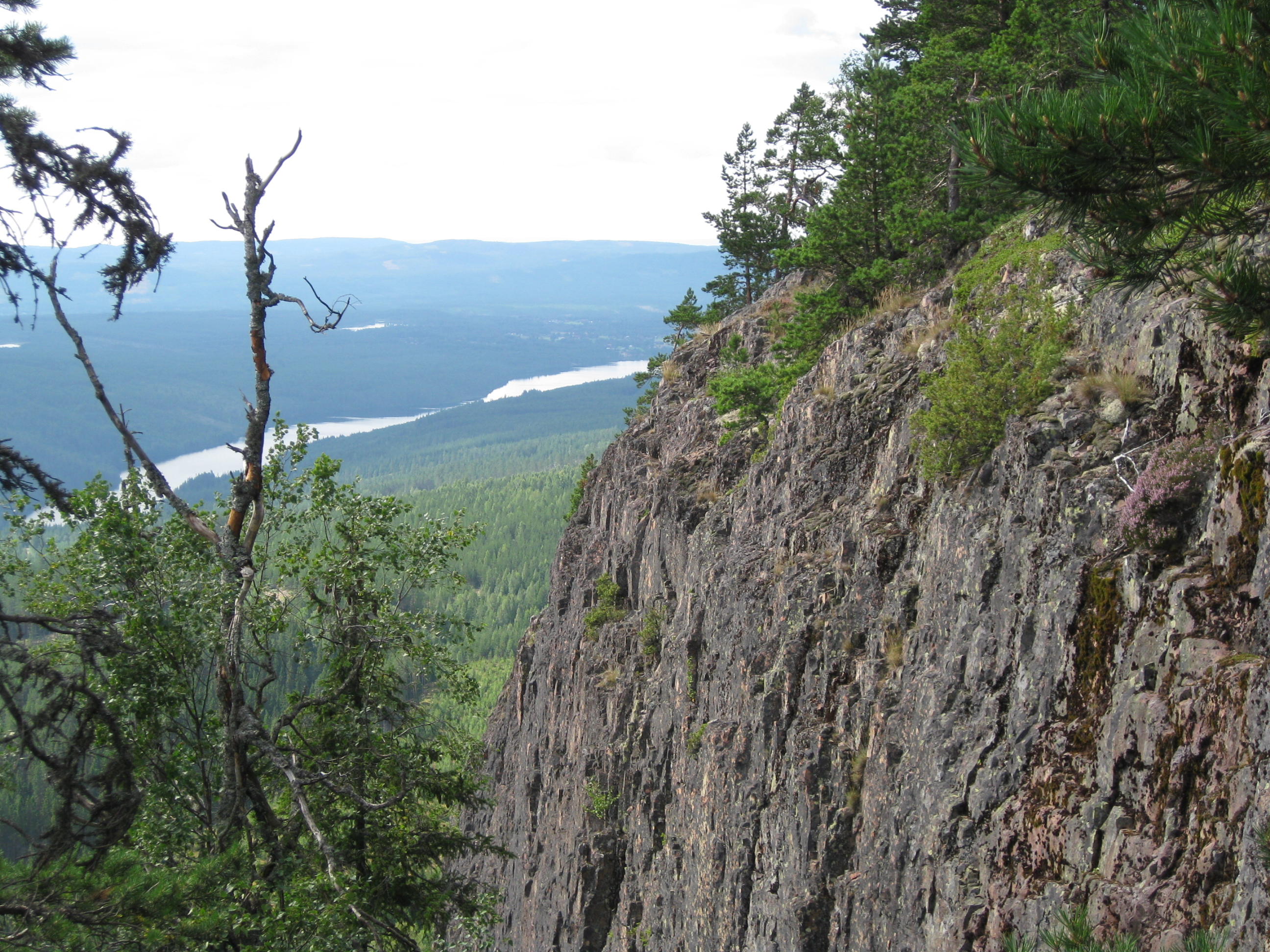
Hykjeberg i Mora kommun. Ett sydväxtberg med den karakteristiska bergssluttningen.

Sydväxtberg är sydvända bergsbranter med ett lokalklimat som väsentligt avviker från klimatet i omgivningen. Dessa berg fungerar som solfångare som under natten avger insamlad värme vilket minskar faran för nattfrost och väsentligt förlänger vegetationsperioden, med ett mildare klimat långt in på hösten. Detta tillsammans med bergens mineralrika grundvatten gör att sydväxtbergens branter har ett rikt växtliv med arter som vanligen har en sydligare utbredning.